# Une nuit agitée
Pour plus de détails, voir Fiche technique et Distribution.
Une nuit agitée est un court métrage français muet réalisé par Max Linder en 1912.

## Synopsis
Après le mariage, les deux époux s'isolent pour la nuit de noces. Mais en pleine nuit, Max est réveillé par des piqures de puces qui vont le harceler une bonne partie de la nuit et tous les moyens sont bons pour chasser l'intrus (chaussure, révolver, carafe d'eau...). Il se dispute avec sa femme qui le croit fou. Il finit par en capturer une qu'il met dans un sac de papier. Il décide de mettre ce sac sur la voie ferrée au passage d'une locomotive.

## Fiche technique
- Réalisation : Max Linder
- Scénario : Max Linder, sur une idée de Louis Feuillade
- Production : Pathé
- Durée : 160 m - 6 min 46 s
- Date de sortie : France : 28 juin 1912

## Distribution
- Max Linder : Max
- Jane Renouard : Jane, sa femme
- Stacia Napierkowska : La bonne